# Lee Yu-ri
Đây là một tên người Triều Tiên, họ là Lee.
Lee Yu-ri (sinh ngày 28 tháng 1 năm 1981) là một nữ ca sĩ, diễn viên và người mẫu Hàn Quốc. Năm 2012, cô ký hợp đồng với hãng phim truyền hình TVN Drama và hãng điện thoại CJ Hello (Hello Mobile) đóng phim "Lửa hận tình thù". Đây chính là bộ phim ăn khách nhất trong năm đó của cô. Năm 2014, cô tham gia phim Jang Bo-ri is Here! của đài MBC và giành được giải thưởng lớn "DaeSang" MBC, phải nói rằng vai diễn phản diện 'Cô con dâu xấu xa'_Yeon Min-jung trong "Jang Bo-ri is Here" là vai diễn để đời trong sự nghiệp của Lee Yu-ri.

## Phim

### Phim truyền hình
| Năm  | Tên phim                               | Vai diễn                   | Kênh trình chiếu |
| ---- | -------------------------------------- | -------------------------- | ---------------- |
| 2020 | Lies Of Lies                           | Ji Eun Soo                 | Channel A        |
| 2019 | Spring Turns To Spring                 | Kim Bo Mi                  | MBC              |
| 2018 | Hide And Seek                          | Min Chae Rin               | MBC              |
| 2017 | 아버지가 이상해 (My father is strange) | Byun Hye Young             | KBS              |
| 2016 | The Promise                            | Lee Na Yeon                | KBS              |
| 2015 | Super Daddy Yeol                       | Cha Mi-rae                 | tvN              |
| 2014 | MBC Drama Festival                     | Radio DJ                   | MBC              |
| 2014 | Jang Bo-ri is Here!                    | Yeon Min-jung              | MBC              |
| 2013 | Your Lady                              | Lee Eun-soo/Oh Yoo-jung    | SBS              |
| 2012 | Blue Tower                             | Kim Yoo-ri                 | tvN              |
| 2012 | Yellow Boots                           | Seol Yeon-hwa              | tvN              |
| 2011 | My Daughter the Flower                 | The cafe owner             | SBS              |
| 2011 | Twinkle Twinkle                        | Hwang Geum-ran             | MBC              |
| 2010 | Daring Women                           | Ji Soon-young              | SBS              |
| 2008 | I Love You, Don't Cry                  | Jo Mi-soo                  | MBC              |
| 2008 | Mom's Dead Upset                       | Na Young-mi                | KBS2             |
| 2006 | Invincible Parachute Agent             | Kang Eun-hyuk's past lover | SBS              |
| 2006 | Love and Ambition                      | Park Sun-hee               | SBS              |
| 2005 | Young-jae's Golden Days                | Joo Eun-jae                | MBC              |
| 2004 | Precious Family                        | Ahn Seong-mi               | KBS2             |
| 2003 | Argon                                  | Kang Kang-hee              | MBC              |
| 2003 | Yellow Handkerchief                    | Na Mi-ryeong               | KBS1             |
| 2003 | Twenty                                 | Chae-ri                    | SBS              |
| 2003 | Wife                                   | Kim Yoon-joo               | KBS2             |
| 2002 | MBC Best Theater                       | Su-jin                     | MBC              |
| 2002 | Loving You                             | Jo Soo-kyung               | KBS2             |
| 2001 | This Is What Love Is                   | Oh Yoon-a                  | KBS2             |
| 2001 | Empress Myeongseong                    | Empress Sunmyeong          | KBS2             |
| 2001 | School 4                               | Park Seo-won               | KBS2             |
| 1999 | Hur Jun                                | One of the court maids     | MBC              |
| 1999 | MBC Best Theater                       |                            | MBC              |

### Điện ảnh
| Năm  | Tên phim    | Vai diễn    |
| ---- | ----------- | ----------- |
| 2004 | Bunshinsaba | Kim In-sook |

## Video ca nhạc
| Năm  | Tên bài hát               | Ca sĩ          | Album             | Video chính thức trên YouTube |
| ---- | ------------------------- | -------------- | ----------------- | ----------------------------- |
| 2007 | "All I Need Is Your Love" | Baek Ji-young  | The Sixth Miracle | 1theK (formerly LOENENT)      |
| 2004 | "Tonight"                 | Hong Kyung-min | Listen and Repeat | StephwhY                      |
| 2002 | "You Touched My Heart"    | Sung Si-kyung  | Melodie D'Amour   | CJENMMUSIC                    |

## Chương trình truyền hình
| Năm     | Tên chương trình                  | Vai      | Kênh phát sóng | Ghi chú          |
| ------- | --------------------------------- | -------- | -------------- | ---------------- |
| 2015    | Invisible Man                     | Chính cô | KBS            |                  |
| 2014    | MBC Gayo Daejejeon                | Chính cô | MBC            | Dẫn chương trình |
| 2014-15 | Quiz to Change the World          | Chính cô | MBC            | Tập 274-283      |
| 2014    | Healing Camp, Aren't You Happy    | Chính cô | SBS            | Tập 155          |
| 2014    | Entertainment Weekly              | Chính cô | KBS2           | Tập 1546         |
| 2014    | Section TV                        | Chính cô | MBC            | Tập 744          |
| 2014    | Saturday Night Live Korea         | Chính cô | tvN            |                  |
| 2014    | Running Man                       | Chính cô | SBS            | Tập 213, 436     |
| 2014    | Section TV                        | Chính cô | MBC            | Tập 742          |
| 2014    | '                                 | Chính cô | KBS            | Tập 358          |
| 2013    | Bright Solutionists               | Chính cô | Channel A      |                  |
| 2012    | Food Essay                        | Chính cô | O'live TV      |                  |
| 2020    | Stars' Top Recipe at Fun-Staurant |          | KBS World      |                  |

## Đĩa nhạc

### Đĩa đơn
"I Remember My Heart" (2012)
| STT              | Nhan đề                                                           | Phổ lời          | Phổ nhạc         | Thời lượng |
| ---------------- | ----------------------------------------------------------------- | ---------------- | ---------------- | ---------- |
| 1.               | "I Remember My Heart" (내 맘이 널 기억해, Nae Mami Neol Gieokhae) | J.Angel          | Lee Young-jun    | 4:18       |
| 2.               | "I Remember My Heart (Instrumental)"                              |                  | Lee Young-jun    | 4:18       |
| Tổng thời lượng: | Tổng thời lượng:                                                  | Tổng thời lượng: | Tổng thời lượng: | 8:36       |

Notes
- Tiêu đề của bài hát theo nghĩa đen có nghĩa là "My Heart Remembers You".

## Giải thưởng
- 2006 SBS Queen of Tears Award
- 2002 KBS Best New Actress
- 2001 KBS Best Young Actress
- 2011 Korean Drama Festival Awards: Best Supporting Actress (Sparkling)
- 2011 MBC Drama Awards: Excellence Supporting Actress Awards (Sparkling)
- 2014 MBC Daesang
- 2016 KBS Drama Awards: Excellent Actress (Daily Drama)
- 2017 KBS Drama Awards: Best Actress
- 2017 KBS Drama Awards: Best Couple
- 2018 MBC Drama Awards: Best Actress (Weekend special project Drama)